# Норт-Гіллс (Західна Вірджинія)
Норт-Гіллс (англ. North Hills) — місто (англ. town) в США, в окрузі Вуд штату Західна Вірджинія. Населення — 834 особи (2020).

## Географія
Норт-Гіллс розташований за координатами 39°19′6″ пн. ш. 81°30′39″ зх. д. / 39.31833° пн. ш. 81.51083° зх. д. (39.318374, -81.510833).  За даними Бюро перепису населення США в 2010 році місто мало площу 1,45 км², з яких 1,43 км² — суходіл та 0,02 км² — водойми.

## Демографія
Згідно з переписом 2010 року, у місті мешкали 832 особи в 295 домогосподарствах у складі 250 родин. Густота населення становила 575 осіб/км².  Було 308 помешкань (213/км²).
Расовий склад населення:
| - 92,3 % — білих - 4,6 % — азіатів - 2,0 % — чорних або афроамериканців |

До двох чи більше рас належало 0,8 %. Частка іспаномовних становила 1,0 % від усіх жителів.
За віковим діапазоном населення розподілялося таким чином: 26,7 % — особи молодші 18 років, 59,1 % — особи у віці 18—64 років, 14,2 % — особи у віці 65 років та старші. Медіана віку мешканця становила 43,3 року. На 100 осіб жіночої статі у місті припадало 103,4 чоловіків;  на 100 жінок у віці від 18 років та старших — 93,7 чоловіків також старших 18 років.
Середній дохід на одне домашнє господарство  становив 95 184 долари США (медіана — 92 344), а середній дохід на одну сім'ю — 102 070 доларів (медіана — 98 409). Медіана доходів становила 66 667 доларів для чоловіків та 51 429 доларів для жінок. За межею бідності перебувало 4,2 % осіб, у тому числі 5,3 % дітей у віці до 18 років та 6,2 % осіб у віці 65 років та старших.
Цивільне працевлаштоване населення становило 400 осіб. Основні галузі зайнятості: освіта, охорона здоров'я та соціальна допомога — 31,3 %, виробництво — 14,8 %, роздрібна торгівля — 13,0 %.